# Indotestudo
Indotestudo is een geslacht van schildpadden uit de familie landschildpadden. De groep werd voor het eerst wetenschappelijk beschreven door Wilhelm Adolf Lindholm in 1929. 
Er zijn drie soorten die allemaal voorkomen in India en Indonesië. Alleen de geelkoplandschildpad heeft een groter verspreidingsgebied en komt ook voor in onder andere Thailand, China en Vietnam. De habitat verschilt, sommige soorten leven in groene vochtige en koelere bossen tot 1000 meter, andere houden juist van droge hetere bladverliezende bossen. Alle soorten zoeken echter water op en zijn vaak te vinden in poelen. Het voedsel bestaat voornamelijk uit plantaardig materiaal, soms wordt ook wel vlees gegeten.
Alle Indotestudo-soorten hebben een bol, wat verlengd schild, dat bij juvenielen echter nog zeer plat is. De schildlengtes van volwassen exemplaren liggen rond de 30 centimeter. Geen enkele soort heeft ondersoorten, Forstens geelkoplandschildpad en de Travancore-landschildpad werden vroeger wel als ondersoorten van de geelkoplandschildpad gezien.

## Taxonomie
Geslacht Indotestudo
- Soort Geelkoplandschildpad (Indotestudo elongata)
- Soort Indotestudo forstenii
- Soort Indotestudo travancorica